# Madagaskarplan

Ligging Madagaskar

Het Madagaskarplan was een plan van de nazi's om de Joden uit Europa te deporteren naar Madagaskar, een eiland onder Frans bestuur aan de Afrikaanse zuidoostelijke kust.

## De aanloop
Sinds de Eerste Wereldoorlog werd het Madagaskarplan door Franse, Britse, Nederlandse en Poolse antisemieten bepleit. De eerste die actief werk maakte van een plan voor deportatie van Joden uit Europa naar Madagaskar was de Brits-Rhodesische Henry Hamilton Beamish.
In 1937 stuurde de Poolse regering een commissie naar Madagaskar om de mogelijkheden te onderzoeken en in 1938 deed Adolf Eichmann hetzelfde. Pas in 1940, toen Hitler een deel van Frankrijk bezette en de rest van Frankrijk geregeerd werd door de met de nazi’s collaborerende Vichy-regering, kwam het Beamish-plan onder de aandacht van hooggeplaatste nazi’s.

## Het plan
Het plan was aanvankelijk ten minste 1,5 miljoen Joden uit het Protectoraat Bohemen en Moravië en Polen naar Madagaskar te deporteren. Uiteindelijk moesten zelfs alle Europese Joden naar Madagaskar worden gedeporteerd. Joden die eenmaal waren gedeporteerd zouden hun staatsburgerschap verliezen. Hoewel naar buiten toe werd beweerd dat de Joden een zekere mate van autonomie zouden krijgen, hadden de Duitsers er weinig behoefte aan land 'waar Duits bloed voor was gevloeid' zomaar aan de Joden te 'geven'. Bovendien was het zeker niet de bedoeling Joden de kans te geven een staat op te bouwen die op langere termijn wellicht een bedreiging zou kunnen vormen. In werkelijkheid zou Madagaskar in essentie een Duitse kolonie moeten worden, die als een politiestaat door de SS zou worden geregeerd, als een soort 'supergetto'. Bovendien zouden de Joden als 'gijzelaars' kunnen dienen tegenover de geallieerden, waaronder de Joodse lobby in de Verenigde Staten.

## De uitvoer
Het plan werd nooit ten uitvoer gebracht omdat de Vichy-regering tegenwerkte. Zij wilde de kolonie niet afstaan. Bovendien had de Britse marine het overwicht op zee over de Duitsers en was grootschalige verscheping in oorlogstijd niet mogelijk. In februari 1941 werd het Madagaskarplan door de nazi's als onhaalbaar beschouwd. In het jaar 1941 groeiden de nazi's geleidelijk toe naar het idee om de Joden fysiek te vernietigen. Tijdens Operatie Barbarossa (juni 1941) werden de Joden al massaal gedood door daartoe opgeleide Einsatzgruppen. Aangenomen wordt dat Hitler de beslissing tot vernietiging in september 1941 nam en dat de precieze uitvoering tijdens de Wannseeconferentie op 20 januari 1942 werd besproken. Toen Japan in 1941-42 zijn intrede in de oorlog deed, vielen de geallieerden Madagaskar op 5 mei 1942 binnen en bezetten het eiland, uit angst dat de Franse gouverneur het aan de Japanse marine ter beschikking zou stellen (operatie Ironclad). Inmiddels waren de Duitsers in december 1941 begonnen met grootschalige vergassingen van Joden.